# أنكيلا ديل بيدريغال
بلدية أنكيلا ديل بيدريغال (بالإسبانية: Anquela del Pedregal) هي بلدية تقع في مقاطعة غوادالاخارا التابعة لمنطقة كاستيا لا مانتشا وسط إسبانيا.

## الديموغرافيا
بلغ عدد سكان بلدية أنكيلا ديل بيدريغال 24 نسمة عام 2011 (وفقاً للمعهد الوطني الإسباني للإحصاء).
| 27 | 25 | 25 | 25 | 22 | 22 | 24 |